# Kaveldunsfly
Kaveldunsfly, Nonagria typhae är en fjärilsart som beskrevs av Carl Peter Thunberg 1784. Kaveldunsfly ingår i släktet Nonagria och familjen nattflyn, Noctuidae. Arten har livskraftiga, (LC) populationer i både Sverige och Finland. Inga underarter finns listade i Catalogue of Life.

## Bildgalleri

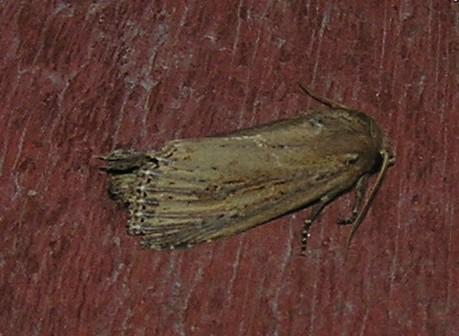
Imago fjäril
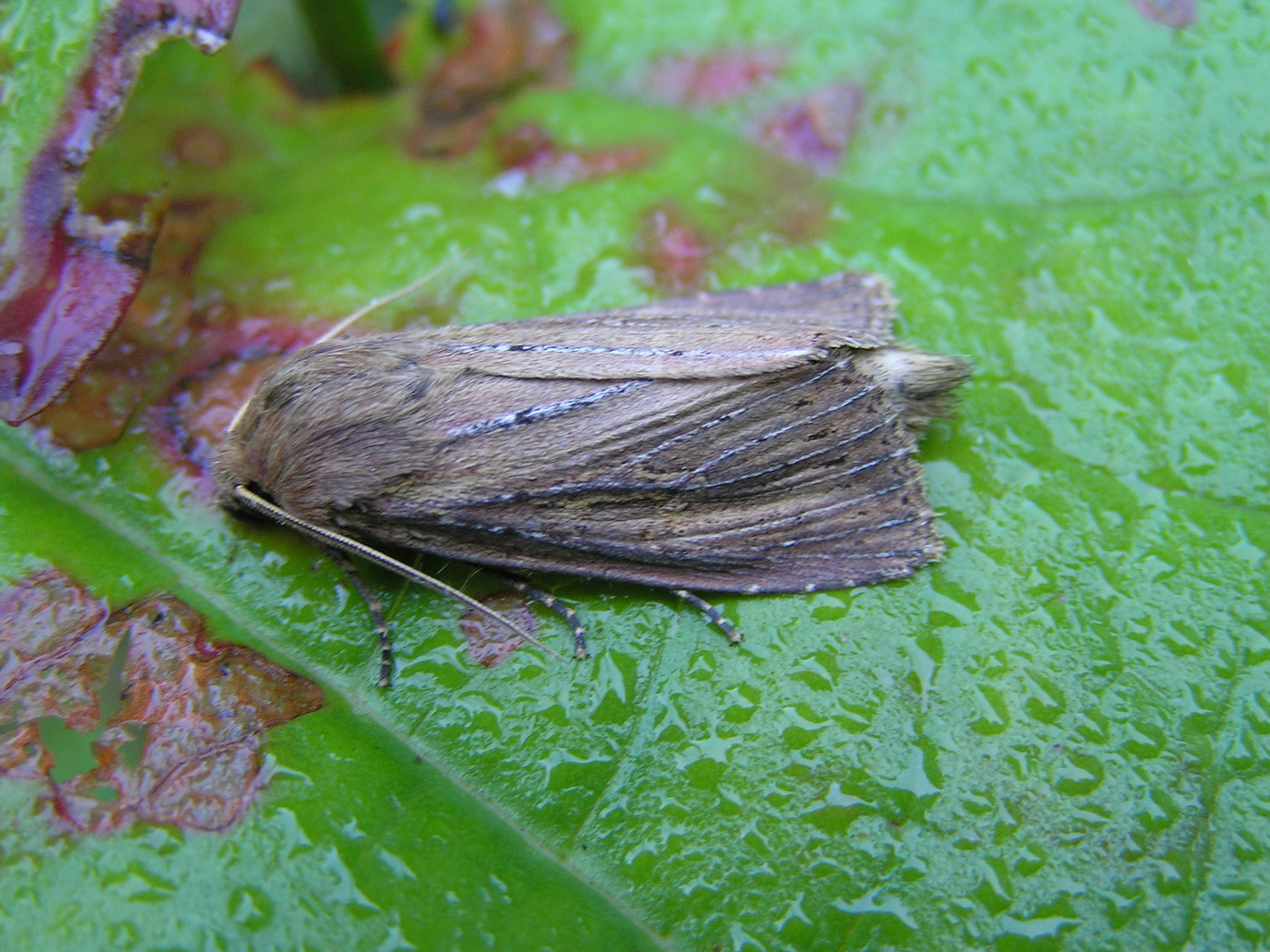
Imago fjäril
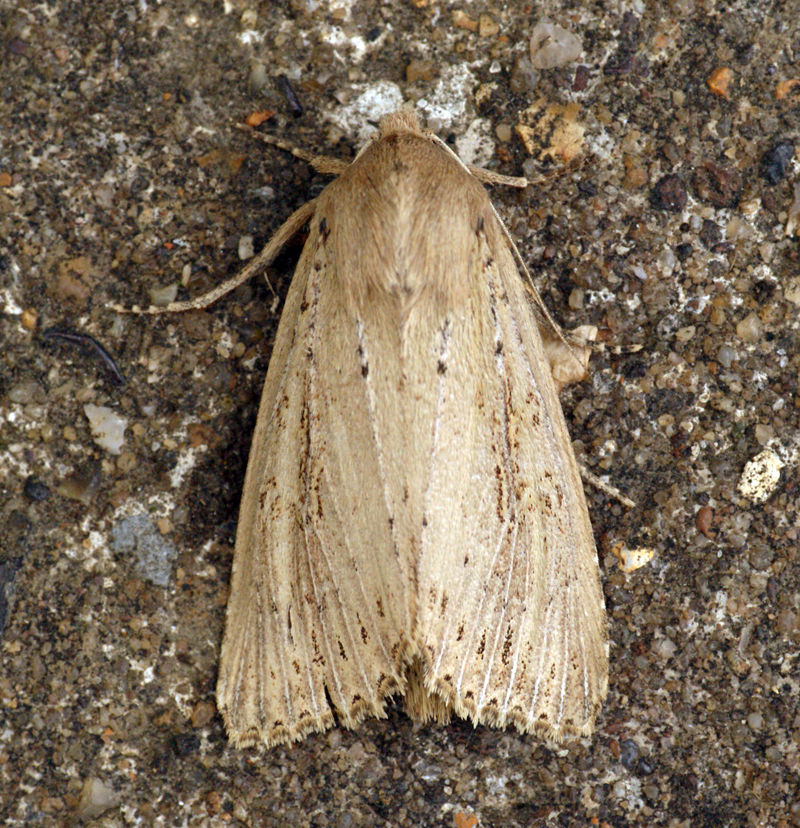
Imago fjäril
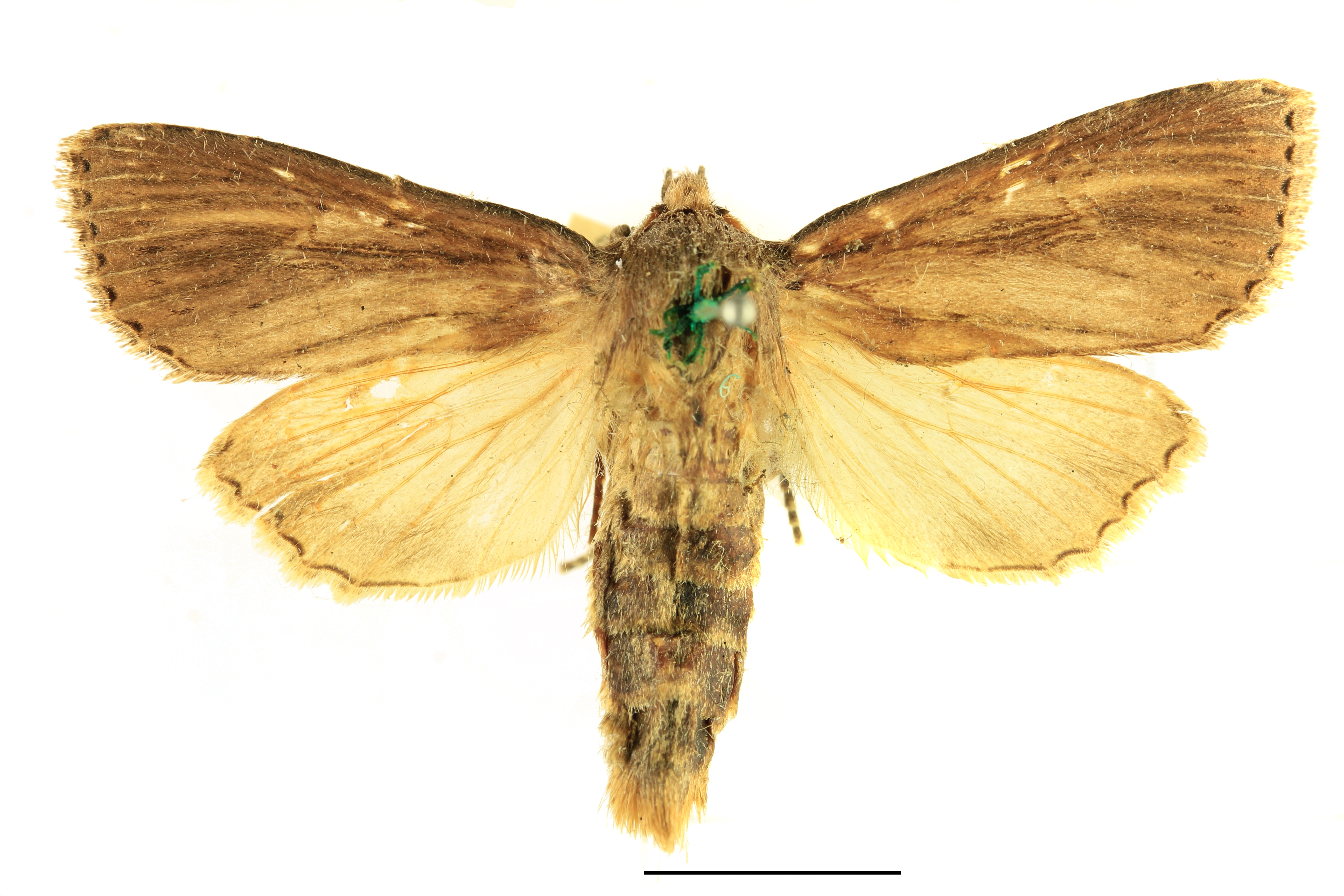
Preparerad (uppnålad) imago fjäril